# Deutsche Fechtmeisterschaften 1982
Bei den Deutschen Fechtmeisterschaften 1982 wurden Einzel- und Mannschaftswettbewerbe in den Disziplinen Herrendegen, Herrensäbel und Herrenflorett ausgetragen. Bei den Damen wurde nur Florett gefochten. Die Meisterschaften wurden vom Deutschen Fechter-Bund organisiert. 

## Herren

### Florett (Einzel)
| Platz | Sportler       | Verein                |
| ----- | -------------- | --------------------- |
| 1     | Mathias Gey    | FC Tauberbischofsheim |
| 2     | Frank Beck     | FC Tauberbischofsheim |
| 3     | Jörg Prochotta | OFC Bonn              |

### Florett (Mannschaft)
| Platz | Verein                | Sportler |
| ----- | --------------------- | -------- |
| 1     | OFC Bonn              |          |
| 2     | FC Tauberbischofsheim |          |
| 3     | TG Dörnigheim         |          |

### Degen (Einzel)
| Platz | Sportler          | Verein                |
| ----- | ----------------- | --------------------- |
| 1     | Alexander Pusch   | FC Tauberbischofsheim |
| 2     | Norbert Austen    | FSG Krefeld           |
| 3     | Christian Adrians | FC Tauberbischofsheim |

### Degen (Mannschaft)
| Platz | Verein                | Sportler                                                                   |
| ----- | --------------------- | -------------------------------------------------------------------------- |
| 1     | Heidenheimer SB       | Hans-Jürgen Hauch Joachim Maunz Arnd Schmitt Bernd Löffler Stefan Osztrics |
| 2     | FC Tauberbischofsheim |                                                                            |
| 3     | FS Warendorf          |                                                                            |

### Säbel (Einzel)
| Platz | Sportler         | Verein                |
| ----- | ---------------- | --------------------- |
| 1     | Jürgen Nolte     | VfL Sankt Augustin    |
| 2     | Dieter Schneider | FC Tauberbischofsheim |
| 3     | Freddy Scholz    | TSV Bayer Dormagen    |

### Säbel (Mannschaft)
| Platz | Verein                | Sportler |
| ----- | --------------------- | -------- |
| 1     | OFC Bonn              |          |
| 2     | FC Tauberbischofsheim |          |
| 3     | TSV Bayer Dormagen    |          |

## Damen

### Florett (Einzel)
| Platz | Sportler         | Verein                |
| ----- | ---------------- | --------------------- |
| 1     | Cornelia Hanisch | Fechtclub Offenbach   |
| 2     | Sabine Bischoff  | FC Tauberbischofsheim |
| 3     | Ingrid Losert    | TS Freiburg           |

### Florett (Mannschaft)
| Platz | Verein                | Sportler                                                          |
| ----- | --------------------- | ----------------------------------------------------------------- |
| 1     | FC Tauberbischofsheim | Sabine Bischoff Gudrun Lotter Elke Schäffner Karin Faul Mare Kuhn |
| 2     | FC Berlin-Grunewald   |                                                                   |
| 3     | Heidenheimer SB       |                                                                   |